# نهائي كأس ملك إسبانيا 2020
نهائي كأس ملك إسبانيا 2020 هي المُباراة النهائية من كأس ملك إسبانيا 2019–20. التي حددت بطل النسخة 118 من بطولة كأس ملك إسبانيا. المُباراة لُعبت على أرضية ملعب لا كارتوخا في إشبيلية بين ناديي ريال سوسيداد وأتلتيك بلباو، وهو أوّل نهائي لُعبَ بين الناديين.
كان من المُقرر أن تُلعَب المُباراة في 18 أبريل 2020، لكنها أُجّلت بعد مُوافقة الأندية المُشاركة في 11 مارس (مع عدم تحديد الموعد الجديد في ذلك الوقت) بسبب جائحة كوفيد-19 التي أدّت إلى إلغاء مُباريات كرة القدم أو لعبها خلف أبوابٍ مغلقة لمنع انتشار المرض، على أمل أن يوفر التأخير الوقت لاحتواء تفشي المرض ويُسمح بأن تُقام بملعب مُكتَمِل كما هو الحال في الظروف العادية.
فاز ريال سوسيداد بالمُباراة بهدفٍ دون رد بفضل ركلة جزاء في الشوط الثاني سجلها ميكيل أويارزابال، مُحققًا بذلك لقبه الثالث في كأس الملك والأول مُنذ عام 1987، منهيًا 34 عامًا عن غياب الكأس من خزينة النادي.

## خلفيّة
سيتنافس ريال سوسيداد في نهائي كأس ملك إسبانيا السابع بعد أن خسر نهائي 1988 أمام برشلونة. بينما سيتنافس أتلتيك بيلباو في نهائي كأس ملك إسبانيا الثامن والثلاثين بعد أن خسر نهائي 2015 أمام برشلونة.

## الطريق إلى النهائي
| ريال سوسيداد  | ريال سوسيداد | الدور        | أتلتيك بيلباو    | أتلتيك بيلباو    |
| ------------- | ------------ | ------------ | ---------------- | ---------------- |
| الخصم         | النتيجة      |              | الخصم            | النتيجة          |
| Becerril      | 8–0 (A)      | الدول الأوَّل  | إنترسيتي         | 3–0 (A)          |
| Ceuta         | 4–0 (A)      | الدور الثَّاني | نادي سيستاو ريفر | 4–0 (A)          |
| إسبانيول      | 2–0 (H)      | الدور الـ32  | نادي إلتشي       | 1–1 (5–4 (A) ج.) |
| أوساسونا      | 3–1 (H)      | الدور الـ16  | نادي تينيريفي    | 3–3 (4–2 (A) ج.) |
| ريال مدريد    | 4–3 (A)      | ربع النِّهائي  | نادي برشلونة     | 1–0 (H)          |
| نادي ميرانديس | 2–1 (H)      | نصف النِّهائي  | نادي غرناطة      | 1–0 (H)          |
| نادي ميرانديس | 1–0 (A)      | نصف النِّهائي  | نادي غرناطة      | 1–2 (A)          |

مفتاح: (H) = Home; (A) = Away